# Chloroclystis semochlora
Chloroclystis semochlora är en fjärilsart som beskrevs av Edward Meyrick 1919. Chloroclystis semochlora ingår i släktet Chloroclystis och familjen mätare. Inga underarter finns listade i Catalogue of Life.